# اسماعیل کامگاته
اسماعیل کامگاته (انگلیسی: Ismaël Kamagate؛ زادهٔ ۱۷ ژانویهٔ ۲۰۰۱) بازیکن بسکتبال اهل فرانسه است.